# Bluegrass Region

Die Bluegrass Region in Kentucky, in grüner und hellgrüner Darstellung

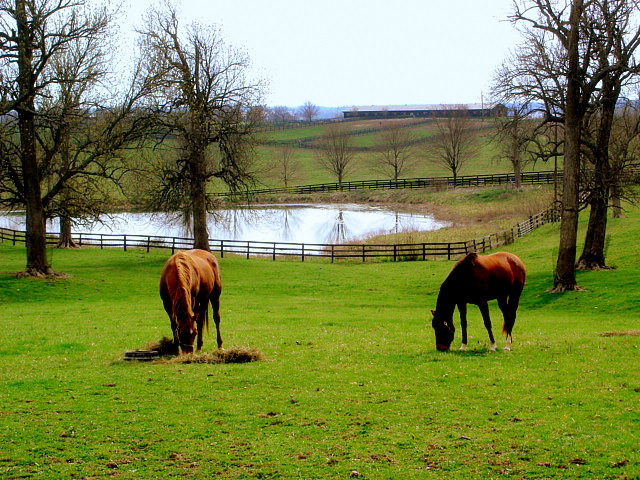
Kentucky Bluegrass Region.

Die Bluegrass Region ist eine Region in den Vereinigten Staaten, welche sich im nordöstlichen Teil des Bundesstaates Kentucky befindet. Sie umfasst eine Fläche von ca. 20.720 km².

## Geschichte
Vor der europäischen Besiedlung lebten verschiedene Indigene Völker in der Bluegrass Region. Dieses ist auch an der Namensgebung des Bundesstaates ersichtlich, da „Kentucky“ übersetzt „Wiesenland“ bedeutet. Erste Europäer siedelten sich erst kurz vor Ausbruch des amerikanischen Unabhängigkeitskrieges an. Nach dem Krieg folgte eine starke Besiedlung.

## Besonderheiten

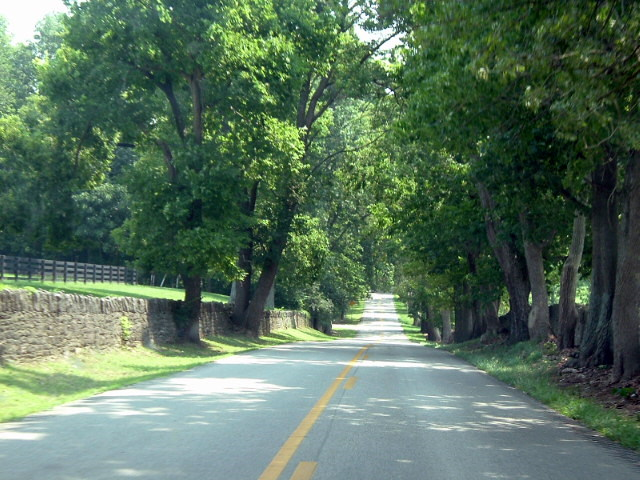
Typische Landstraße mit Trockenmauerwerk und Holzplanken.

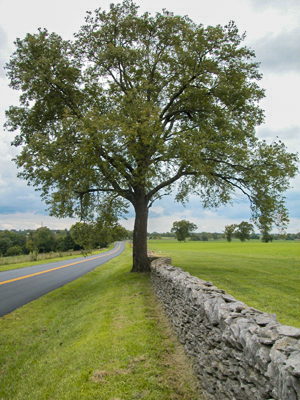
Trockenmauerwerk entlang einer Straße.

Berühmt geworden ist die Bluegrass Region aufgrund der weitverbreiteten Bestände des Wiesen-Rispengras. Die Spanier hatten im Verlauf der Spanischen Expedition unter Leitung von Hernando de Soto im Jahre 1543 das Gras in das Gebiet eingeschleppt und in der Folge entwickelte sich eine berühmte Pferdezucht in der Region. Auch das Trockenmauerwerk, welches entlang von Straßen gebaut und mit Holzplanken kombiniert wurde, ist ein Markenzeichen der Bluegrass Region. Zudem ist Tabak und Hanf ein Exportgut und es gibt einen Wein-Anbau.
Das „Bluegrass“ ist zudem eine Musikrichtung, welche in den USA überwiegend mit dem Bundesstaat Kentucky in Verbindung gebracht wird. Ein weiteres Markenzeichen ist der Bourbon Whiskey, der in der Bluegrass Region seinen Ursprung hat.

## Bezirke, Städte und Verkehrsanbindung
Die Bluegrass Region ist in siebzehn Bezirke unterteilt, so genannte Counties:
Anderson, Bourbon, Boyle, Clark, Estill, Fayette, Franklin, Garrard, Harrison, Jassamine, Lincoln, Madison, Mercer, Nicholas, Powell, Scott und Woodford.
Die Verkehrsanbindung der Bluegrass Region innerhalb des Bundesstaates Kentucky wird durch die Interstate 64 und die Interstate 75 gewährleistet. Diese Hauptstraßen ermöglichen eine weitere Verbindung mit den US-Routen: 27, 33, 34, 52, 60, 62, 68, 127, 150, 169, 460 und 627, welche folgende Städte innerhalb der Bluegrass Region verbinden:
Cynthiana, Georgetown, Carlisle,  Stanford, Lancaster, Perryville, Winchester, Versailles, Berea, Danville, Harrodsburg, Frankfort, Midway, Nicholasville, Paris, Richmond und Lexington.
Lexington ist die größte Stadt in der Bluegrass Region und wird als „Pferde-Hauptstadt der Welt“ bezeichnet.